# ایبون بگونیا
ایبون بگونیا (انگلیسی: Ibon Begoña؛ زادهٔ ۱۷ نوامبر ۱۹۷۳) بازیکن فوتبال اهل اسپانیا است.
از باشگاه‌هایی که در آن بازی کرده‌است می‌توان به باشگاه خیمناستیک تاراگونا، باشگاه فوتبال دپورتیوو آلاوس، و باشگاه فوتبال اتلتیک بیلبائو بی اشاره کرد.